# Patoka (Illinois)
Patoka és una població dels Estats Units a l'estat d'Illinois. Segons el cens del 2000 tenia 633 habitants.

## Demografia
Segons el cens del 2000, Patoka tenia 633 habitants, 281 habitatges, i 178 famílies. La densitat de població era de 222,2 habitants/km².
Dels 281 habitatges en un 29,9% hi vivien nens de menys de 18 anys, en un 45,9% hi vivien parelles casades, en un 12,5% dones solteres, i en un 36,3% no eren unitats familiars. En el 33,5% dels habitatges hi vivien persones soles el 19,6% de les quals corresponia a persones de 65 anys o més que vivien soles. El nombre mitjà de persones vivint en cada habitatge era de 2,25 i el nombre mitjà de persones que vivien en cada família era de 2,87.
Per edats la població es repartia de la següent manera: un 25,6% tenia menys de 18 anys, un 6,3% entre 18 i 24, un 27,3% entre 25 i 44, un 22,4% de 45 a 60 i un 18,3% 65 anys o més.
L'edat mediana era de 39 anys. Per cada 100 dones de 18 o més anys hi havia 82,6 homes.
La renda mediana per habitatge era de 28.571 $ i la renda mediana per família de 33.917 $. Els homes tenien una renda mediana de 31.458 $ mentre que les dones 22.292 $. La renda per capita de la població era de 15.382 $. Aproximadament l'11,6% de les famílies i el 13,3% de la població estaven per davall del llindar de pobresa.

## Poblacions més properes
El següent diagrama mostra les poblacions més properes.